# Kensington Society

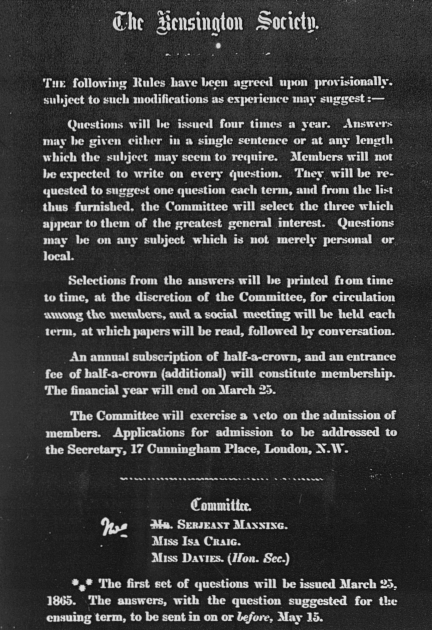
Sällskapets regler.

The Kensington Society, även Kensington Ladies' Discussion Group, var en brittisk politisk och litterär organisation för kvinnor.
Sällskapet startades 1865 av en grupp kvinnor i syfte att verka för bättre utbildning och anställningsmöjligheter för kvinnor. Sällskapet var en direkt föregångare till de rösträttssällskap som började bildas 1867. Efter ett möte angående kvinnlig rösträtt utarbetade flera medlemmar en petition, den första i sitt slag i Storbritannien, som krävde rösträtt åt "all householders, without distinction of sex". Denna samlade på mindre än två veckor 1 499 underskrifter och överlämnades till John Stuart Mill för att framläggas för brittiska underhuset den 7 juni 1867. Bland sällskapets medlemmar märktes Barbara Bodichon, Frances Buss, Dorothea Beale, Jessie Boucherett, Elizabeth Wolstenholme, Elizabeth Garrett Anderson, Bessie Rayner Parkes och Helen Taylor.